# دانشنامه‌های فارسی
در زیر فهرستی از دانشنامه‌ها و آثار
دانش‌نامه‌ای آمده‌است.

## دانشنامه‌های سدهٔ اول تا پنجم هجری
- دین‌کرد، به زبان پارسی میانه، نوشتهٔ آذرفَرْنْبَغِ فرخزادان و آذربادِ امیدان، در سده ۲ و ۳ (اواخر دوره ساسانیان و اوایل دوره اسلام)، دربارهٔ الهیات زرتشتی، فلسفه، اسطوره‌شناسی، علم کلام، عرفان، اخلاق، آداب دینی، زندگانی زرتشت، پیدایش جهان، سزاشناسی (حقوق)، سیاست، شهرداری و کشورداری، منطق، ریاضیات، هندسه، فیزیک، اخترشناسی، پزشکی، و دانش‌ها و شاخه‌های دیگر، تاریخ ادبیات مزدیسنا
- دانشنامه می‌سری دربارهٔ پزشکی و درمان بیماری‌ها، نوشته حکیم می‌سری در سال۳۶۷ تا ۳۷۰ ه‍.ق

## دانشنامه‌های سدهٔ پنجم تا چهاردهم هجری
- دانشنامهٔ علائی، نوشتهٔ ابن‌سینا، قرن پنجم هجری، در فلسفه
- مفاتیح العلوم، نوشتهٔ ابوعبدالله خوارزمی، قرن چهارم هجری
- احصاء العلوم، اثر ابونصر محمد فارابی، قرن چهارم هجری
- جام جهان‌نمای، ترجمه‌ای از التحصیل نوشتهٔ بهمنیار بن مرزبان آذربایجانی، ترجمه‌شده از عربی به فارسی
- نزهت‌نامهٔ علایی، نوشتهٔ شاهمردان بن ابی‌الخیر رازی، قرن ششم هجری، در علوم طبیعی
- بحر الفوائد، نویسنده ناشناس، قرن ششم هجری، در علوم مذهبی
- یواقیت العلوم و دراری النجوم، نویسنده طاهر بن احمد بن محمد معروف به نجار ابومحمد قزوینی، قرن ششم هجری، در علوم دینی و طبیعی
- عجائب المخلوقات و غرائب الموجودات، نوشتهٔ محمد بن محمود بن احمد طوسی سلمانی، قرن ششم هجری
- جامع العلوم، نوشتهٔ امام فخرالدین محمد بن عمر رازی، قرن ششم هجری
- الرسالة الکمالیة فی الحقایق الالهیة، نوشتهٔ فخرالدین رازی، قرن ششم هجری
- فرخ‌نامه، نوشتهٔ ابوبکر مطهر جمالی یزدی، قرن ششم هجری
- نوادر التبادر لتحفة البهادر، نوشتهٔ شمس‌الدین دُنیسری، قرن هفتم هجری، در علوم طبیعی
- درة التاج لغرة الدباج، نوشتهٔ قطب‌الدین شیرازی، قرن هفتم هجری|قرن هفتم و قرن هشتم هجری|هشتم هجری، در فلسفه
- نفائس الفنون فی عرائس العیون، نوشتهٔ شمس‌الدین محمد بن محمود آملی، قرن هشتم هجری، عمومی
- نزهة القلوب، نوشتهٔ حمدالله مستوفی، قرن هشتم هجری، در جغرافیا
- مونس‌نامه، نویسنده نامعلوم، قرن هشتم هجری
- ریاض الناصحین، نوشتهٔ محمد بن محمد جامی الماسی حنفی، قرن نهم هجری
- دانشنامهٔ جهان، نوشتهٔ غیاث‌الدین علی حسینی اصفهانی، قرن نهم هجری، در فلسفه و علوم طبیعی
- گنج معنی، نوشتهٔ ابونصر محمد محمودی بخارایی، قرن دهم هجری
- جواهر العلوم همایونی، نوشتهٔ محمد فاضل مسکینی قاضی سمرقندی، قرن دهم هجری
- ریاض الابرار، نوشتهٔ ملاحسین عقیلی رستمداری، قرن دهم هجری
- سُلَّم السّماوات، نوشتهٔ ابوالقاسم انصاری کازرونی، قرن یازدهم هجری، در علوم مذهبی
- کشکول، نوشتهٔ میرزا سلطان محمود، قرن یازدهم هجری
- گنج بادآوردهٔ صاحبقرانی، نوشتهٔ امان‌الله خان کابلی شیرازی، قرن یازدهم هجری، در پزشکی
- شاهد صادق، نوشتهٔ میرزا صادق اصفهانی، قرن یازدهم هجری
- شجرهٔ دانش، نوشتهٔ نظام‌الدین احمد گیلانی، قرن یازدهم هجری، به عربی و فارسی
- تحفة الهند، نوشتهٔ میرزاخان بن فخرالدین محمد، قرن یازدهم هجری، دربارهٔ هند
- عقول عشره، نوشتهٔ محمد براری امی، قرن یازدهم هجری
- بهارستان علوم، نوشتهٔ ملا قطب طالقانی، قرن دوازدهم هجری
- رشحات الفنون، نوشتهٔ امین‌الدین خان حسینی هروی، قرن دوازدهم هجری
- جنات الخلود، نوشتهٔ میرزا محمدرضا مؤمن امامی مدرس، قرن دوازدهم هجری
- کشاف اصطلاحات فنون، نوشتهٔ محمداعلی بن علی تهانوی، قرن دوازدهم هجری، به عربی و فارسی
- گنجینهٔ صادق، نوشتهٔ شاکرخان صادق بهادر، قرن دوازدهم هجری
- مختصر مفید، نوشتهٔ محمداسلم بنگالی پندوائی، قرن سیزدهم هجری
- ریاض الجنة، نوشتهٔ محمد حسن حسینی زنوزی، قرن سیزدهم هجری
- بحر العلوم، نوشتهٔ محمد حسن حسینی زنوزی، قرن سیزدهم هجری
- مطالع الهند یا مطلع الهند، نوشتهٔ سلامت علی طبیب، قرن سیزدهم هجری
- قواعد المصدرین، نوشتهٔ احمدالله بن محمدواحد قریشی، قرن سیزدهم هجری
- مطلع العلوم و مجمع الفنون، نوشتهٔ واجدعلی خان هوگلی، قرن سیزدهم هجری
- دائرةالمعارف اعلمی، نوشتهٔ محمدحسین اعلمی مهرجانی، قرن چهاردهم هجری، دربارهٔ تشیع

## دانشنامه‌های معاصر
- دانشنامهٔ علی بن موسی الرضا در حال تألیف است.
- دانشنامهٔ نماز جمعه در حال تدوین است.
- دانشنامهٔ اسلامی کشاورزی، منابع طبیعی و محیط زیست. تألیف آن ادامه دارد.
- دانشنامهٔ زبان و ادب فارسی، به سرپرستی اسماعیل سعادت، زیر نظر فرهنگستان زبان و ادب فارسی، تألیف آن ادامه دارد
- دانش نامه دانش گستر، ۱۸ جلد
- نامهٔ دانشوران ناصری، نوشتهٔ جمعی (به سرپرستی علیقلی‌میرزا اعتضادالسلطنه و محمدحسن‌خان اعتمادالسلطنه)، انتشار ۱۲۹۶ تا ۱۳۲۴ ق.
- فرهنگنامهٔ فارسی نوشتهٔ سعید نفیسی، انتشار ۱۳۱۹ ش.
- لغت‌نامه نوشتهٔ جمعی (به سرپرستی علی‌اکبر دهخدا، محمد معین، سید جعفر شهیدی، و محمد دبیرسیاقی)، انتشار ۱۳۲۵ تا ۱۳۵۹ ش.
- دائرةالمعارف فارسی، نوشته و ترجمهٔ جمعی (به سرپرستی غلامحسین مصاحب و رضا اقصی)، مبتنی بر دانشنامهٔ کلمبیا وایکینگ، انتشار ۱۳۴۵ تا ۱۳۷۴ ش.
- ایرانشهر، نوشتهٔ جمعی، انتشار ۱۳۴۲ و ۱۳۴۳ ش. دربارهٔ ایران
- دانشنامهٔ ایران و اسلام، نوشته و ترجمهٔ جمعی (به سرپرستی احسان یارشاطر)، مبتنی بر دائرةالمعارف اسلام، انتشار ۱۳۵۴ تا ۱۳۷۰ ش.
- دائرةالمعارف تشیع، به سرپرستی مهدی محقق، احمد صدر حاج‌سیدجوادی، کامران فانی، و بهاءالدین خرمشاهی، انتشار ۱۳۶۰ ـ تألیف آن ادامه دارد
- دانشنامهٔ جهان اسلام، به سرپرستی مهدی محقق، نصرالله پورجوادی، سید مصطفی میرسلیم، و غلامعلی حداد عادل، انتشار ۱۳۷۵ ـ تألیف آن ادامه دارد
- دائرةالمعارف بزرگ اسلامی، به سرپرستی سید محمدکاظم موسوی بجنوردی، انتشار ۱۳۶۷ ـ تألیف آن ادامه دارد
- دانشنامهٔ ادب فارسی، به سرپرستی حسن انوشه، انتشار ۱۳۷۵ تا ۱۳۸۲
- دانشنامهٔ زبان و ادب فارسی در شبه‌قاره، انتشار ۱۳۸۰ ـ تألیف آن ادامه دارد
- دانشنامهٔ قرآن و قرآن‌پژوهی، نوشتهٔ بهاءالدین خرمشاهی و دیگران، انتشار ۱۳۷۷
- دائرةالمعارف هنر، نوشتهٔ رویین پاکباز، انتشار ۱۳۷۸
- دائرةالمعارف سازهای جهان، ترجمهٔ حسین زندباف، انتشار ۱۳۷۶
- دائرةالمعارف موسیقی کهن ایرانی، به سرپرستی مهران پورمندان، انتشار ۱۳۷۹
- دائرةالمعارف سازهای ایران، نوشتهٔ محمدرضا درویشی، انتشار ۱۳۸۱
- دانشنامهٔ فلسطین، به سرپرستی مجید صفاتاج، انتشار ۱۳۸۰ تا ۱۳۸۲
- دانشنامهٔ امام علی (ع)، به سرپرستی علی‌اکبر رشاد، انتشار ۱۳۸۰
- دائرةالمعارف ایمنی و بهداشت کار، ترجمه به سرپرستی محسن خواجه‌نوری، انتشار ۱۳۷۹ و ۱۳۸۰
- دائرةالمعارف کتابداری و اطلاع‌رسانی، به سرپرستی عباس حری، انتشار ۱۳۸۱
- دانشنامهٔ ایران باستان، نوشتهٔ هاشم رضی، انتشار ۱۳۸۱
- دانشنامهٔ کوچک ایران، نوشتهٔ ژاله متحدین، انتشار ۱۳۸۱
- دانشنامهٔ فیزیک، سرویراستار محمدابراهیم ابوکاظمی، ترجمه از دائرةالمعارف فیزیک مک‌میلن، انتشار ۱۳۸۱
- زندگینامهٔ علمی دانشوران، زیر نظر احمد بیرشک و عرب‌علی رضایی، انتشار ۱۳۶۶ تا ۱۳۷۵
- دانشنامهٔ سیاسی، نوشتهٔ داریوش آشوری، انتشار ۱۳۶۶
- فرهنگ اندیشهٔ نو، ترجمهٔ جمعی (سرویراستار ع. پاشائی)، انتشار ۱۳۶۹
- دائرةالمعارف علوم اجتماعی، نوشتهٔ باقر ساروخانی، انتشار ۱۳۷۰
- دانشنامهٔ مزدیسنا، واژه‌نامهٔ توضیحی آیین زرتشت، نوشتهٔ جهانگیر اوشیدری، انتشار ۱۳۷۱
- دانشنامهٔ ماشینکاری، ترجمهٔ احمد حجتی و دیگران، انتشار ۱۳۷۷
- دانشنامهٔ جُرم‌شناسی، نوشتهٔ علی‌حسین نجفی ابرندآبادی و حمید هاشم‌بیکی، انتشار ۱۳۷۷
- دائرةالمعارف هندسه، نوشتهٔ محمدهاشم رستمی، انتشار ۱۳۷۸
- دانشنامهٔ کتابداری و اطلاع‌رسانی، گردآوری و ترجمه از پوری سلطانی و فروردین راستین، انتشار ۱۳۷۹
- دائرةالمعارف معماری جهان، ترجمهٔ نادر روزرُخ، انتشار ۱۳۸۱
- فرهنگ آثار، ترجمه و تألیف به سرپرستی رضا سیدحسینی (و زیر نظر اسماعیل سعادت، احمد سمیعی، رضا سیدحسینی، و ابوالحسن نجفی)، انتشار ۱۳۷۸ تا ۱۳۸۳
- دانشنامهٔ جامع علوم انسانی و اسلامی [نیازمند منبع]
- دانشنامهٔ جغرافیای تاریخی جهان اسلام، در دست تألیف: فارسی، عربی و انگلیسی؛ پژوهشکده تاریخ اسلام [نیازمند منبع]
- فرهنگنامه ایران، دانشنامه‌ای با موضوع فرهنگ و تمدن ایران و پیرامون آن، تألیف رضا مرادی غیاث‌آبادی، انتشار ۱۳۹۳.

### دانشنامه‌های فارسی و غیرفارسی چاپ خارج از ایران
- دائرةالمعارف آریانا، انتشار ۱۳۲۸ تا ۱۳۴۸ در کابل به فارسی دری
- دائرةالمعارف شوروی تاجیک، انتشار ۱۹۷۸ تا ۱۹۸۸ در دوشنبه به فارسی تاجیکی
- دائرةالمعارف ادبیات و صنعت تاجیک، انتشار ۱۹۸۸ و ۱۹۸۹ در دوشنبه به فارسی تاجیکی
- دانشنامهٔ ایرانیکا، به سرپرستی احسان یارشاطر، انتشار ۱۹۸۲ - تألیف آن ادامه دارد. در نیویورک به انگلیسی

### دانشنامه‌های کودکان و نوجوانان
- فرهنگنامه طلایی، ترجمه و تألیف به سرپرستی رضا اقصی، انتشار ۱۳۴۶
- دائرةالمعارف خردسالان، نوشتهٔ مهرداد مهرین، انتشار ۱۳۵۰
- دائرةالمعارف جوانان، نوشتهٔ عبدالحسین سعیدیان، انتشار ۱۳۵۱
- دائرةالمعارف کودکان و نوجوانان، ترجمه و تألیف قاسم قالیباف و جواد محدثی، انتشار ۱۳۷۷
- فرهنگنامهٔ کودکان و نوجوانان، زیر نظر توران میرهادی و ایرج جهانشاهی، انتشار ۱۳۷۱ - تألیف آن ادامه دارد
- دانشنامهٔ کودکان و نوجوانان آکسفورد، ترجمه به سرپرستی مجید ملکان، انتشار ۱۳۸۰
- فرهنگنامهٔ علمی دانش‌آموز، ترجمهٔ محمود سالک، انتشار ۱۳۸۰
- دانشنامهٔ کودکان و نوجوانان، زیر نظر کامران فانی، انتشار ۱۳۸۲

### دانشنامه‌های رایانه‌ای
- ویکی‌پدیای فارسی
- ویکیدا بزرگ‌ترین دانشنامه عمومی ایرانی
- دانشنامهٔ تاریخ معماری و شهرسازی ایران‌زمین، به سرپرستی سید محمد بهشتی شیرازی
- دانشنامه همشهری آنلاین
- دانشنامهٔ فضایی ایران بایگانی‌شده  در ۱۳ ژانویه ۲۰۱۶ توسط Wayback Machine
- ویکی‌فقه؛ این پایگاه یک دانشنامه اینترنتی آزاد با موضوع علوم اسلامی و علوم مرتبط آن است
- دانشنامهٔ فلسطین، به سرپرستی مجید صفاتاج
- فرهنگنامه ایران، دانشنامه‌ای با موضوع فرهنگ و تمدن ایران
- دانشنامه فرزند
- دانشنامه اسلامی
- دانشنامهٔ مجازی امامت و ولایت
- دانشنامهٔ مشهد
- ایرانیا شکوه گذشته‌ها
- ایران پلِ نور
- دائرةالمعارف طهران قدیم
- دانشنامهٔ علوم
- دائرةالمعارف جامع اسلامی، به سرپرستی سیدمصطفی حسینی دشتی
- دائرةالمعارف سنگ
- دائرةالمعارف اتومبیل
- دائرةالمعارف نقاشی ایران
- دانشنامهٔ علمی-تخیلی، فانتری

### دانشنامه‌های منطقه‌ای و استانی
- دانشنامه فرهنگ و تمدن گیلان
- دانشنامه فرهنگ و تمدن استان سیستان و بلوچستان
- دانشنامه کرمانشاهان
- دانشنامه تبرستان و مازندران
- دانشنامه فرهنگی استان هرمزگان
- دانشنامه گلستان (جرجان و استرآباد)
- دانشنامه استان همدان